# Покровка (Чаришський район)
Покро́вка (рос. Покровка) — село (колишнє селище) у складі Чаришського району Алтайського краю, Росія.

## Населення
Населення — 190 осіб (2010; 185 у 2002).
Національний склад (станом на 2002 рік):
- росіяни — 99 %